# Nitronat

Nitronat

Nitronat (danh pháp IUPAC: azinat) trong hóa học hữu cơ là một anion có cấu tạo chung là R1R2C=N+(−O−)2, chứa nhóm chức =N+(−O−)2, trong đó R có thể là hydro, halogen... Nó là anion của axit nitronic R1R2C=N+(−O−)−OH (đôi khi được gọi là hợp chất aci-nitro, hoặc axit azinic), một dạng tautome của hợp chất nitro. Giống với aldehyde và keton (có thể tồn tại ở trạng thái cân bằng với enol tương ứng), các hợp chất nitro tồn tại ở trạng thái cân bằng với nitronat tương ứng trong môi trường kiềm. Trong thực tế, chúng được hình thành do sự khử proton của cacbon α, với giá trị pKa xấp xỉ khoảng 17.
Hợp chất nitronat được hình thành như sản phẩm trung gian trong phản ứng Henry, phản ứng oxy hóa Hass–Bender và phản ứng Nef.
Nitronat có hai cấu trúc cộng hưởng khác nhau, một cấu trúc có điện tích âm trên cacbon α và có liên kết đôi giữa nitơ và một nguyên tử oxy, và một cấu trúc cộng hưởng khác có liên kết đôi giữa nitơ và cacbon α, liên kết đơn giữa nitơ và các nguyên tử oxy.